# Гатал
Гатал (грец. Γάταλος) — династ сарматів (гіпотетично — царських сарматів/сайїв), що ввійшов до мирної угоди, укладеної у 179 до н. е. Фарнаком І Понтійським, Евменом II Пергамським, Прусієм II Віфінським и Аріаратом ІV Каппадокійським, громадами полісів — Гераклеї, Месембрії, Херсонесу Таврійського, Кізику (Полібій, Історія, XXV, 2). Започаткував дружні відносини сарматів з понтійськими Отанідами та Херсонесом Таврійським. Полібій локалізує Гатала саме у Європі (грец. "τῶν δὲ κατὰ τὴν Εὐρώπην Γάταλος ὁ Σαρμάτης..."). Йому спадкували Амага і Медосакк.